# Oulad Nacer
 (signalé en juin 2025).
Si vous disposez d'ouvrages ou d'articles de référence ou si vous connaissez des sites web de qualité traitant du thème abordé ici, merci de compléter l'article en donnant les références utiles à sa vérifiabilité et en les liant à la section « Notes et références ».
- Archive Wikiwix
- Bing
- Cairn
- DuckDuckGo
- E. Universalis
- Gallica
- Google
- G. Books
- G. News
- G. Scholar
- Persée
- Qwant
- (zh) Baidu
- (ru) Yandex
- (wd) trouver des œuvres sur Wikidata

Oulad Nacer est une ville de la province de Fquih Ben Salah, dans la région de Béni Mellal-Khénifra au Maroc. Au moment du recensement de 2004, la commune comptait une population totale de 26 527 habitants.

## Personnalités liées
- Azeddine Habz (1993-), athlète français, est né à Oulad Nacer.